# 孙晓光
孙晓光（1974年10月—），男，汉族，天津人，中华人民共和国政治人物。现任民革天津市委副主委。第十四届全国政协委员。